# Valeria Montaldi
Valeria Montaldi (Milano, 5 agosto 1949) è una giornalista e scrittrice italiana.

## Biografia
Valeria Montaldi nasce a Milano, dove si laurea in Storia della Critica d'Arte. Dopo una ventina d'anni di giornalismo dedicato a luoghi e personaggi dell'arte e del costume milanese, nel 2001 esordisce nella narrativa pubblicando il suo primo romanzo, Il mercante di lana (Piemme).
I suoi romanzi sono ambientati nel Medioevo e si snodano fra i castelli della Valle d'Aosta, i vicoli di Milano, i boschi del contado lombardo, le strade di Parigi e i canali di Venezia.
Le opere di Valeria Montaldi sono state tradotte in Francia, Spagna, Portogallo, Germania, Grecia, Serbia, Ungheria, Brasile.
Valeria Montaldi vive e lavora a Milano.

## Opere

### Romanzi
- Il manoscritto dell'imperatore, Milano, BUR, 2009, ISBN 978-88-17-03566-8.
- Il signore del falco, Milano, BUR, 2015, ISBN 978-88-17-08061-3.
- La randagia, Milano, Piemme, 2016, ISBN 978-88-566-5237-6.
- La prigioniera del silenzio, Milano, BUR, 2017, ISBN 978-88-17-09757-4.
- Il monaco inglese, Milano, BUR, 2017, ISBN 978-88-17-01678-0.
- Il mercante di lana, EDIZIONI PIEMME, 2001, ISBN 978-88-17-09857-1.
- Il pane del diavolo, Milano, Piemme, 2018, ISBN 978-88-566-6643-4.
- La ribelle, Milano, BUR, 2019, ISBN 978-88-17-05760-8.
- Il filo di luce, Milano, Rizzoli Historiae, 2022

### Saggi
- Piazza San Babila, Milano, L'Agrifoglio, 1990.

### Racconti
- Il sogno di Tarek, in L'estate degli scrittori, La Repubblica, 2005.
- Il mistero di Piazza Cordusio, Gulliver, 2006.
- Grigino il cavallino, in Le favole del Settimo Piano, RCS, 2007.
- L'affresco, in History and Mistery, Piemme, 2008.
- Il medaglione, in Eros e Thanatos, Supergiallo Mondadori, 2010.
- Il ramo, in 365 Racconti erotici per un anno, Delos Books, 2010.
- La bambina con la valigia, Avvenire, 2011.
- Venezia. A spasso nel Trecento, in Panorama Travel, 2013.
- La rosa del pantano, in Milano mia, Polaris, 2015.

## Premi
- Premio Ostia Mare di Roma, 2002
- Premio Frignano, 2002
- Premio Città di Cuneo, 2002
- Finalista Premio Bancarella, 2003
- Finalista Premio Bancarella, 2006
- Premio Saturo d'Argento, 2009
- Premio Nazionale Rhegium Julii, 2009[2]
- Premio Città di Penne, 2011
- Premio Lamerica, 2011
- Prix Fulbert de Chartres, 2014
- Premio Città di Como 2016